# Квантовий вентиль
Квантовий вентиль (квантовий логічний елемент) — це базовий елемент квантового комп'ютера, що перетворить вхідні стани кубітів на вихідні за певним законом. Відрізняється від звичайних логічних вентилів тим, що працює з кубітами, а отже підпорядковується квантовій логіці. Квантові вентилі на відміну від багатьох класичних завжди можуть бути оберненими.
Так як кубіт можна зобразити у вигляді вектора у двовимірному просторі, то дію вентиля можливо описати унітарною матрицею, на яку множиться відповідний вектор стану вхідного кубіту. Однокубітні вентилі описуються матрицями розміру 2 × 2, двохкубітні — 4 × 4, а n-кубітні — 2n × 2n.

## Приклади квантових вентилів
Найпростіші однокубітні вентилі:
- Тотожне перетворення:{\displaystyle \sigma _{0}={\begin{bmatrix}1&0\\0&1\end{bmatrix}}}

- Заперечення:{\displaystyle \sigma _{1}={\begin{bmatrix}0&1\\1&0\end{bmatrix}}}

- Фазове зрушення:{\displaystyle \sigma _{2}={\begin{bmatrix}1&0\\0&-1\end{bmatrix}}}

- Перетворення Адамара: {\displaystyle H={\frac {1}{\sqrt {2}}}{\begin{bmatrix}1&1\\1&-1\end{bmatrix}}}

 Також можливі вентилі, що мають два входи (і два виходи, так як кількість входів і виходів у квантових вентилів повинно збігатися в силу вимоги унітарності):
- Контрольоване U (C-U). Суть контрольованого U полягає в тому, що на перший вхід подається  кубіт керування, а на другий — керований. Якщо  кубіт керування дорівнює одиниці, над керованим проводиться операція U, а якщо нулю — тотожне перетворення (кубіт подається на вихід без змін). Якщо матриця U має вигляд
- {\displaystyle U={\begin{bmatrix}x_{00}&x_{01}\\x_{10}&x_{11}\end{bmatrix}}}

 тоді матриця перетворення CU виглядає так:
{\displaystyle \operatorname {C} (U)={\begin{bmatrix}1&0&0&0\\0&1&0&0\\0&0&x_{00}&x_{01}\\0&0&x_{10}&x_{11}\end{bmatrix}}}
- Контрольоване заперечення (C-NOT). В цьому випадку {\displaystyle U=\sigma _{1}} і матриця перетворення має вигляд:

{\displaystyle CNOT={\begin{bmatrix}1&0&0&0\\0&1&0&0\\0&0&0&1\\0&0&1&0\end{bmatrix}}}
Важливими 3-х кубітними вентилями є:
- вентиль Тоффолі (англ. Toffoli gate, часто CCNOT) — є універсальним. Може бути реалізований на C-NOT і однокубітних вентилях. Схожий за алгоритмом роботи на CNOT, але звертає значення останнього біта тільки якщо два перших входу рівні одиниці. В іншому випадку всі входи подаються на вихід незмінними.

| \| Вхід \| Вхід \| Вхід \| Вихід \| Вихід \| Вихід \| \| ---- \| ---- \| ---- \| ----- \| ----- \| ----- \| \| 0 \| 0 \| 0 \| 0 \| 0 \| 0 \| \| 0 \| 0 \| 1 \| 0 \| 0 \| 1 \| \| 0 \| 1 \| 0 \| 0 \| 1 \| 0 \| \| 0 \| 1 \| 1 \| 0 \| 1 \| 1 \| \| 1 \| 0 \| 0 \| 1 \| 0 \| 0 \| \| 1 \| 0 \| 1 \| 1 \| 0 \| 1 \| \| 1 \| 1 \| 0 \| 1 \| 1 \| 1 \| \| 1 \| 1 \| 1 \| 1 \| 1 \| 0 \| | {\displaystyle {\begin{bmatrix}1&0&0&0&0&0&0&0\\0&1&0&0&0&0&0&0\\0&0&1&0&0&0&0&0\\0&0&0&1&0&0&0&0\\0&0&0&0&1&0&0&0\\0&0&0&0&0&1&0&0\\0&0&0&0&0&0&0&1\\0&0&0&0&0&0&1&0\\\end{bmatrix}}} |      |       |       |       |
| Вхід | Вхід | Вхід | Вихід | Вихід | Вихід |
| 0 | 0 | 0    | 0     | 0     | 0     |
| 0 | 0 | 1    | 0     | 0     | 1     |
| 0 | 1 | 0    | 0     | 1     | 0     |
| 0 | 1 | 1    | 0     | 1     | 1     |
| 1 | 0 | 0    | 1     | 0     | 0     |
| 1 | 0 | 1    | 1     | 0     | 1     |
| 1 | 1 | 0    | 1     | 1     | 1     |
| 1 | 1 | 1    | 1     | 1     | 0     |

- вентиль Фредкіна (англ. Fredkin gate, часто CSWAP) — також універсальний. Якщо перший вхід встановлений, переставляє значення кубітів зі входів 2 і 3. Інакше всі три кубіти залишаються без змін.

| \| Вхід \| Вхід \| Вхід \| Вихід \| Вихід \| Вихід \| \| C \| I1 \| I2 \| C \| O1 \| O2 \| \| ---- \| ---- \| ---- \| ----- \| ----- \| ----- \| \| 0 \| 0 \| 0 \| 0 \| 0 \| 0 \| \| 0 \| 0 \| 1 \| 0 \| 0 \| 1 \| \| 0 \| 1 \| 0 \| 0 \| 1 \| 0 \| \| 0 \| 1 \| 1 \| 0 \| 1 \| 1 \| \| 1 \| 0 \| 0 \| 1 \| 0 \| 0 \| \| 1 \| 0 \| 1 \| 1 \| 1 \| 0 \| \| 1 \| 1 \| 0 \| 1 \| 0 \| 1 \| \| 1 \| 1 \| 1 \| 1 \| 1 \| 1 \| | {\displaystyle {\begin{bmatrix}1&0&0&0&0&0&0&0\\0&1&0&0&0&0&0&0\\0&0&1&0&0&0&0&0\\0&0&0&1&0&0&0&0\\0&0&0&0&1&0&0&0\\0&0&0&0&0&0&1&0\\0&0&0&0&0&1&0&0\\0&0&0&0&0&0&0&1\\\end{bmatrix}}} |      |       |       |       |
| Вхід | Вхід | Вхід | Вихід | Вихід | Вихід |
| C | I1 | I2   | C     | O1    | O2    |
| 0 | 0 | 0    | 0     | 0     | 0     |
| 0 | 0 | 1    | 0     | 0     | 1     |
| 0 | 1 | 0    | 0     | 1     | 0     |
| 0 | 1 | 1    | 0     | 1     | 1     |
| 1 | 0 | 0    | 1     | 0     | 0     |
| 1 | 0 | 1    | 1     | 1     | 0     |
| 1 | 1 | 0    | 1     | 0     | 1     |
| 1 | 1 | 1    | 1     | 1     | 1     |

## Універсальні квантові вентилі
Набір квантових вентилів називають універсальним, якщо будь-яке унітарне перетворення можна наблизити з будь-якою заданою точністю скінченною послідовністю вентилів з цього набору. Іншими словами, універсальні квантові вентилі є генераторами групи унітарних матриць. Можна довести, що набір, що складається з вентиля C-NOT і всіх однокубітних вентилів, є універсальним. Можливі й інші універсальні набори.

## Реалістична реалізація NAND квантового вентиля двох контрольованих обертів— Приклад
NAND може бути побудований наприклад з двома електронними кругами, що  взаємодіють простішим обміном й обидва покладені у магнетичне поле з часом, який залежить від напряму використаному для цієї операції. Гамільтоніан отриманий завдяки
{\displaystyle H=-{\boldsymbol {\sigma _{1}}}\cdot \mathbf {B} -{\boldsymbol {\sigma _{2}}}\cdot \mathbf {B} -{\boldsymbol {\sigma _{1}}}\cdot {\boldsymbol {\sigma _{2}}}},
де {\displaystyle {\boldsymbol {\sigma _{1}}}}, {\displaystyle {\boldsymbol {\sigma _{2}}}} — вектори оператори електронних обертів, які складаються з трьох Паули матриць. Рівняння Блоха без загасання виходить з рівняння Шредінгера є:
{\displaystyle {\dot {\boldsymbol {\sigma _{1}}}}={\boldsymbol {\sigma _{1}}}\times \mathbf {B} +{\boldsymbol {\sigma _{1}}}\times {\boldsymbol {\sigma _{2}}}}
{\displaystyle {\dot {\boldsymbol {\sigma _{2}}}}={\boldsymbol {\sigma _{2}}}\times \mathbf {B} +{\boldsymbol {\sigma _{2}}}\times {\boldsymbol {\sigma _{1}}}}
Ці рівняння можуть бути вирішені в адіабатичного наступне наближення, коли спінові вектори нескінченно ларморовської прецесії відслідковують вектор магнітного поля тільки в припущенні, що {\displaystyle |\mathbf {B} |=|{\boldsymbol {\sigma _{i}}}|} .Залежно від того, чи є вектори і паралельні або анти-паралельно магнітному полю або анти-паралельно один одному, вони або обидва адіабатично впливають на магнітне поле і змінюють напрямок на 180 ° або ліва сторона одного з рівнянь тотожно перетворюється в нуль і тільки напрямок одного з спінів зміни, які слід, адіабатично суперпозицію поля, а другий доданий заморожений спін, виступає, як ефективне поле. Функція зміни магнітного поля в часі, очевидно, безумовна і не залежить від початкового стану обох спінів, що гарантує належну роботу затвора. Інтуїтивно ця операція може бути зрозумілою, що магнітне поле вирівнює антиферомагнітного упорядкування двох спінів в привілейованому феромагнітним при русі заднім ходом існуюче феромагнітне впорядкування. Після часу адіабатичній зміні напрямку поля B на 180 градусів у нас є, тому
{\displaystyle e^{-i\int H(t)dt_{op}}{\begin{bmatrix}1\\0\end{bmatrix}}\otimes {\begin{bmatrix}1\\0\end{bmatrix}}={\begin{bmatrix}0\\-1\end{bmatrix}}\otimes {\begin{bmatrix}0\\-1\end{bmatrix}}}
{\displaystyle e^{-i\int H(t)dt_{op}}{\begin{bmatrix}0\\-1\end{bmatrix}}\otimes {\begin{bmatrix}0\\-1\end{bmatrix}}={\begin{bmatrix}1\\0\end{bmatrix}}\otimes {\begin{bmatrix}1\\0\end{bmatrix}}}
{\displaystyle e^{-i\int H(t)dt_{op}}{\begin{bmatrix}1\\0\end{bmatrix}}\otimes {\begin{bmatrix}0\\-1\end{bmatrix}}={\begin{bmatrix}1\\0\end{bmatrix}}\otimes {\begin{bmatrix}1\\0\end{bmatrix}}}
{\displaystyle e^{-i\int H(t)dt_{op}}{\begin{bmatrix}0\\-1\end{bmatrix}}\otimes {\begin{bmatrix}1\\0\end{bmatrix}}={\begin{bmatrix}1\\0\end{bmatrix}}\otimes {\begin{bmatrix}1\\0\end{bmatrix}}}
При тлумаченні спін вгору, як логічний 1, вниз, як 0 і дубльований спін кінцевого стану
в результаті ми отримуємо ворота зв'язку заперечення або NAND.